# ラウール・アルビオル
ラウール・アルビオル・トルタハダ（Raúl Albiol Tortajada, 1985年9月4日 - ）は、スペイン・バレンシア出身のサッカー選手。プリメーラ・ディビシオン・ビジャレアルCF所属。スペイン代表。ポジションはディフェンダー。
4バックのセンターを務める機会が多いが、ヘタフェCF在籍時には3バックの一角や右サイドバック、ボランチなど多くのポジションでプレーした。

## クラブ経歴

### バレンシアCF
9歳の時にベニドルムCFの下部組織に入団し、バレンシアCFの下部組織との練習試合で活躍を見せたことからバレンシアのトライアルを受け、バレンシアの下部組織に移った。2003年9月24日、18歳4日の時にUEFAカップ1回戦・AIKソルナ戦でトップチームデビューしたが、2003-04シーズンはバレンシアCF・メスタージャでプレーした。2004年8月にはヘタフェCFへのレンタル移籍が決まったが、その直後に自動車事故に巻き込まれ、一時は昏睡状態まで陥った。半年後に戦線復帰し、2005年1月15日のアトレティコ・マドリード戦(1-1)で復帰した。キケ・サンチェス・フローレス監督に重用され、3月のレアル・マドリード戦(2-1)では強豪相手の金星に導く得点を挙げた。
2005年夏、キケ・フローレス監督がバレンシア監督に就任すると、その跡を追うようにしてバレンシアに移籍し、すぐにレギュラーポジションを獲得した。2006-07シーズン開幕戦のレアル・ベティス戦(2-1)では決勝点を挙げたが、この得点はこのシーズンのリーグ戦唯一の得点であった。2006年9月12日、UEFAチャンピオンズリーグのオリンピアコスFC戦(4-2)ではロングレンジからゴールを決めた。2007-08シーズンにはコパ・デル・レイで優勝を果たした。2008年夏にはチーム内の投票により第2キャプテンに選ばれ、2008-09シーズンは33試合に出場して2得点したが、2009年2月から3月にかけての2週間でオウンゴールを2回記録した。

### レアル・マドリード
2009年6月25日、移籍金約1500万ユーロでレアル・マドリードと5年契約を結んだ。7月2日にはエスタディオ・サンティアゴ・ベルナベウで背番号18番がお披露目され、心臓疾患の疑いにより登録が見送られたルベン・デ・ラ・レーが2008-09シーズンに着けていた背番号に対して「彼が帰るまで僕が（この背番号を）守る」と語った。12月8日、チャンピオンズリーグのオリンピック・マルセイユ戦(3-1)で初得点を決めた。ペペが膝の負傷で欠場する試合が多かったため、2009-10シーズンはアルビオルが守備陣に不可欠な存在であった。2010年夏にはリカルド・カルヴァーリョがチームに加入。更に怪我で出遅れたこともあって、控えに回り、リーグ戦での先発出場は13試合に終わった。コパ・デル・レイ準決勝セビージャFC戦1stレグ(1-0)ではルイス・ファビアーノのシュートをゴールライン上でクリアし、決勝進出に貢献した。しかし2011-12シーズンはセルヒオ・ラモスのCBへのコンバートやラファエル・ヴァランの加入等により出場機会が更に激減。リーグ戦での先発出場はわずか5試合に終わった。

### SSCナポリ
2013年7月17日、SSCナポリの会長、アウレリオ・デ・ラウレンティスが自身のTwitterでアルビオルがメディカルチェック中であると発表。21日、正式に移籍が決定。契約は4年間レアル・マドリード時代の同僚であったゴンサロ・イグアイン、ホセ・マリア・カジェホンに加えスペイン代表の同僚でもあるペペ・レイナとも同僚になった。8月25日のボローニャFC戦でセリエAデビューを果たした。

### ビジャレアルCF
2019年7月4日、ビジャレアルCFと3年契約を締結した。8月4日、4-4と引分けに終わったグラナダCF戦で移籍後公式戦初出場を飾る。

## 代表経歴

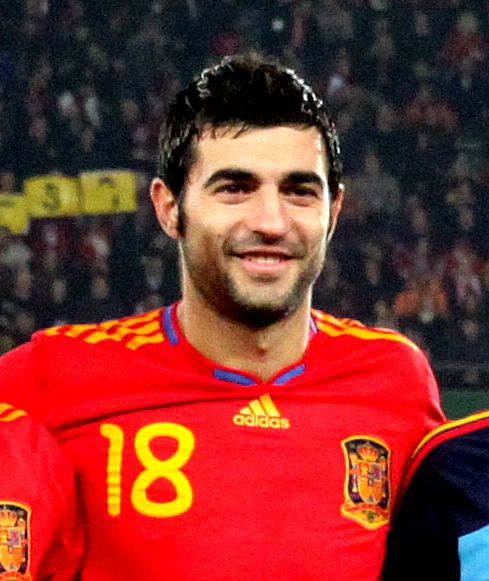
スペイン代表でのアルビオル。

スペインU-21代表の経験が豊富である。2006年にはルイス・アラゴネス監督によって代表ミーティングに招集されたが、ドイツW杯の出場メンバーからは漏れた。2007年10月13日、EURO2008予選のデンマーク戦(3-1)でスペイン代表デビューした。EURO2008本選にも出場し、レギュラーはカルレス・プジョルとカルロス・マルチェナであったが、スウェーデン戦に途中出場し、ギリシャ戦に先発フル出場した。2009年6月にはコンフェデレーションズカップに参加した。グループリーグ初戦のニュージーランド戦(5-0)ではマルチェナを差し置いてプジョルとコンビを組み、その後も1試合に出場した。
2010年の南アフリカW杯にも選ばれたが、練習中にフェルナンド・ジョレンテと衝突して負傷し、試合には出場できなかった。

## 人物
既婚者であり、2009年3月と2010年1月に生まれたふたりの娘がいる。父のミゲル・アルビオル（Miguel Albiol）もサッカー選手であり、ベニドルムCFの人気選手だった。兄のミゲル・アルビオル（父親と同名）はミッドフィールダーとしてプレーするサッカー選手であり、彼もバレンシアCFの下部組織出身でトップチームで1試合に出場している。

## 個人成績
| クラブ成績     | クラブ成績         | クラブ成績     | リーグ | リーグ | カップ           | カップ           | 国際大会   | 国際大会   | 通算 | 通算 |
| シーズン       | クラブ             | リーグ         | 出場   | 得点   | 出場             | 得点             | 出場       | 得点       | 出場 | 得点 |
| スペイン       | スペイン           | スペイン       | リーグ | リーグ | 国王杯           | 国王杯           | ヨーロッパ | ヨーロッパ | 通算 | 通算 |
| -------------- | ------------------ | -------------- | ------ | ------ | ---------------- | ---------------- | ---------- | ---------- | ---- | ---- |
| 2002–03        | バレンシアCF B     | セグンダB      | 14     | 3      | 0                | 0                | 0          | 0          | 14   | 3    |
| 2003–04        | バレンシアCF B     | セグンダB      | 35     | 2      | 0                | 0                | 0          | 0          | 35   | 2    |
| 2004–05        | ヘタフェCF         | プリメーラ     | 17     | 1      | 2                | 0                | -          | -          | 19   | 1    |
| 2005–06        | バレンシアCF       | プリメーラ     | 29     | 1      | 0                | 0                | 0          | 0          | 29   | 1    |
| 2006–07        | バレンシアCF       | プリメーラ     | 36     | 1      | 2                | 1                | 12         | 1          | 50   | 3    |
| 2007–08        | バレンシアCF       | プリメーラ     | 32     | 1      | 3                | 0                | 7          | 0          | 42   | 1    |
| 2008–09        | バレンシアCF       | プリメーラ     | 34     | 2      | 2                | 0                | 6          | 0          | 42   | 2    |
| 2009–10        | レアル・マドリード | プリメーラ     | 33     | 0      | 2                | 0                | 8          | 1          | 43   | 1    |
| 2010–11        | レアル・マドリード | プリメーラ     | 20     | 0      | 6                | 0                | 6          | 0          | 32   | 0    |
| 2011–12        | レアル・マドリード | プリメーラ     | 10     | 0      | 2                | 0                | 5          | 0          | 17   | 0    |
| 2012–13        | レアル・マドリード | プリメーラ     | 18     | 1      | 5                | 0                | 3          | 0          | 26   | 1    |
| イタリア       | イタリア           | イタリア       | リーグ | リーグ | コッパ・イタリア | コッパ・イタリア | ヨーロッパ | ヨーロッパ | 通算 | 通算 |
| 2013–14        | SSCナポリ          | セリエA        | 32     | 1      | 5                | 0                | 9          | 0          | 46   | 1    |
| 2014–15        | SSCナポリ          | セリエA        | 35     | 0      | 4                | 0                | 12         | 0          | 51   | 0    |
| 2015–16        | SSCナポリ          | セリエA        | 36     | 1      | 0                | 0                | 3          | 0          | 39   | 1    |
| 2016–17        | SSCナポリ          | セリエA        | 22     | 0      | 3                | 0                | 6          | 0          | 31   | 0    |
| セグンダB通算  | セグンダB通算      | セグンダB通算  | 49     | 5      | 0                | 0                | 0          | 0          | 49   | 9    |
| プリメーラ通算 | プリメーラ通算     | プリメーラ通算 | 229    | 7      | 24               | 1                | 47         | 2          | 300  | 10   |
| セリエA通算    | セリエA通算        | セリエA通算    | 125    | 2      | 12               | 0                | 30         | 0          | 167  | 2    |
| 通算           | 通算               | 通算           | 403    | 14     | 45               | 1                | 77         | 2          | 532  | 17   |

## 代表歴

### 出場大会
- スペイン代表
  - 2010 FIFAワールドカップ
  - 2014 FIFAワールドカップ

### 試合数
- 国際Aマッチ 58試合 0得点（2007年-2021年）[12]

| スペイン代表 | 国際Aマッチ | 国際Aマッチ |
| 年           | 出場        | 得点        |
| ------------ | ----------- | ----------- |
| 2007         | 2           | 0           |
| 2008         | 8           | 0           |
| 2009         | 11          | 0           |
| 2010         | 2           | 0           |
| 2011         | 8           | 0           |
| 2012         | 7           | 0           |
| 2013         | 6           | 0           |
| 2014         | 6           | 0           |
| 2015         | 1           | 0           |
| 2016         | 0           | 0           |
| 2017         | 0           | 0           |
| 2018         | 1           | 0           |
| 2019         | 4           | 0           |
| 2020         | 0           | 0           |
| 2021         | 2           | 0           |
| 通算         | 58          | 0           |

## タイトル

### クラブ
バレンシアCF
- コパ・デル・レイ : 2007-08

レアル・マドリード
- プリメーラ・ディビシオン : 2011-12
- コパ・デル・レイ : 2010-11

SSCナポリ
- コッパ・イタリア : 2013-14
- スーペルコッパ・イタリアーナ : 2014

### 代表
U-19スペイン代表
- UEFA U-19欧州選手権 : 2004

スペインA代表
- UEFA欧州選手権 : 2008
- FIFAワールドカップ : 2010

### 個人
- リーガ・エスパニョーラ ブレイクスルー選手 : 2006